# Синегубов, Николай Трофимович
Николай Трофимович Синегубов (28 августа 1925, с. Киселёво, Белгородский район, Курская губерния, РСФСР — 26 июня 2009, Тула, Российская Федерация) — советский государственный деятель, председатель Тульского облисполкома (1976—1986).

## Биография
Участник Великой Отечественной войны. С 1943 по 1949 год проходил службу в рядах Советской армии.
После окончания в 1957 году Московской сельскохозяйственной академии им. Тимирязева по распределению направлен в Тульскую область, где прошел трудовой путь от главного агронома МТС в Кимовском районе до председателя облисполкома.
При его активном участии область динамично развивалась по всем направлениям. Строительство жилья, школ и детских дошкольных учреждений было приоритетным в деятельности Н. Т. Синегубова.
Он неоднократно избирался депутатом районного, городского и областного Советов народных депутатов, трижды — депутатом Верховного Совета РСФСР, дважды — делегатом съездов КПСС.
После ухода на заслуженный отдых был первым председателем Тульского областного Совета ветеранов.

## Награды и звания
- Орден Отечественной войны II-й степени — 14.03.1985
- два ордена Трудового Красного Знамени — 12.06.1971, 11.12.1973
- Орден Дружбы народов — 27.08.1985
- Орден Знак Почета — 13.06.1966
- Медали
- Почётный гражданин города — героя Тулы — 13.07.2005
- Почётный гражданин Тульской области — 06.09.2007